# Reichsgau Danzig-Westpreußen
La provincia Danzica-Prussia Occidentale (in lingua tedesca: Reichsgau Danzig-Westpreußen) fu una unità di suddivisione amministrativa tedesca (Reichsgau) creata nel 1939 dai nazisti nel territorio della Città Libera di Danzica e nella Pomerania polacca appena conquistata dalla Wehrmacht. Il nome divenne ufficiale il 2 novembre 1939, un mese dopo l'invasione della Polonia. Il capoluogo della provincia era Danzica e la popolazione, senza contare la città, era di 1.487.452 persone. L'area della provincia era di 26.057 km².

## Storia
Nell'area si trovavano il grande campo di concentramento di Stutthof, dove morirono in più di 85.000, e il sito di sterminio di massa di Piasnica, dove furono giustiziati più di 2.000 membri dell'intelligentsia locale polacca-casciuba, e altre migliaia di persone. La Chiesa Cattolica Romana di Polonia fu fortemente perseguitata e molti preti cattolici furono deportati nei campi di concentramento. La maggior parte della minoranza ebraica di Danzica, tuttavia, lasciò la regione nel 1939, quando Danzica non era ancora parte della Germania.
Nel marzo del 1945 la regione fu conquistata dall'Armata Rossa, e dopo pochi giorni, ritornò sotto amministrazione polacca. Il governatore nazista, Albert Forster, fu in seguito condannato a morte e giustiziato per crimini contro l'umanità.

## Amministrazione
Danzica-Prussia Occidentale fu divisa in tre distretti governativi (Regierungsbezirk); le principali città di ogni distretto erano Bromberg, Danzica e Marienwerder.